# Damallsvenskan 1990
Damallsvenskan 1990 i fotboll spelades 21 april-29 september 1990. Både serien och SM-slutspelet vanns av Malmö FF. Serien hade 22 omgångar och de fyra bästa gick vidare till SM-slutspel. Lag 11 till 12 flyttades ner. Man fick tre poäng för seger, en poäng för oavgjort och noll poäng för förlust.

## Tabell
| Nr | Lag             | S  | V  | O | F  | GM | IM | MS  | P  |
| -- | --------------- | -- | -- | - | -- | -- | -- | --- | -- |
| 1  | Malmö FF        | 22 | 17 | 0 | 5  | 51 | 19 | +32 | 51 |
| 2  | Öxabäcks IF     | 22 | 15 | 3 | 4  | 64 | 33 | +31 | 48 |
| 3  | Jitex BK (RM)   | 22 | 14 | 3 | 5  | 51 | 26 | +25 | 45 |
| 4  | Sunnanå SK (U)  | 22 | 11 | 5 | 6  | 47 | 26 | +21 | 38 |
| 5  | Djurgårdens IF  | 22 | 11 | 4 | 7  | 60 | 27 | +33 | 37 |
| 6  | Gideonsbergs IF | 22 | 9  | 5 | 8  | 33 | 39 | −6  | 32 |
| 7  | Mariestads BoIS | 22 | 8  | 6 | 8  | 44 | 41 | +3  | 30 |
| 8  | Hammarby IF     | 22 | 8  | 4 | 10 | 34 | 25 | +9  | 28 |
| 9  | Wä IF (U)       | 22 | 7  | 3 | 12 | 25 | 49 | −24 | 24 |
| 10 | Gais            | 22 | 6  | 5 | 11 | 24 | 35 | −11 | 23 |
| 11 | Mallbackens IF  | 22 | 6  | 2 | 14 | 20 | 48 | −28 | 20 |
| 12 | Strömsbro IF    | 22 | 0  | 0 | 22 | 7  | 72 | −65 | 0  |

För första gången gav seger tre poäng. De fyra bäst placerade lagen till SM-slutspel. De tre sämsta lagen flyttades ner till division 1.

## SM-slutspelet

### Semifinaler
- Jitex BK-Malmö FF 1-2
- Sunnanå SK-Öxabäck IF 0-4

- Malmö FF-Jitex BK 4-0
- Öxabäck IF-Sunnanå SK 9-6

### Finaler
- 27 oktober 1990: Öxabäck IF-Malmö FF 1-2
- 3 november 1990: Malmö FF-Öxabäck IF 2-0

Malmö FF svenska mästarinnor.

## Övrigt
Tabelljumbon Strömsbro IF blev seriens stora "strykflickor", och förlorade alla seriematcher under säsongen. Detta var man ännu ensamma om att ha gjort fram till att Jitex upprepade detta 2014.